# Libnotes (Goniodineura) unistriolata
Libnotes (Goniodineura) unistriolata is een tweevleugelige uit de familie steltmuggen (Limoniidae). De soort komt voor in het Oriëntaals gebied.